# Owiraptor

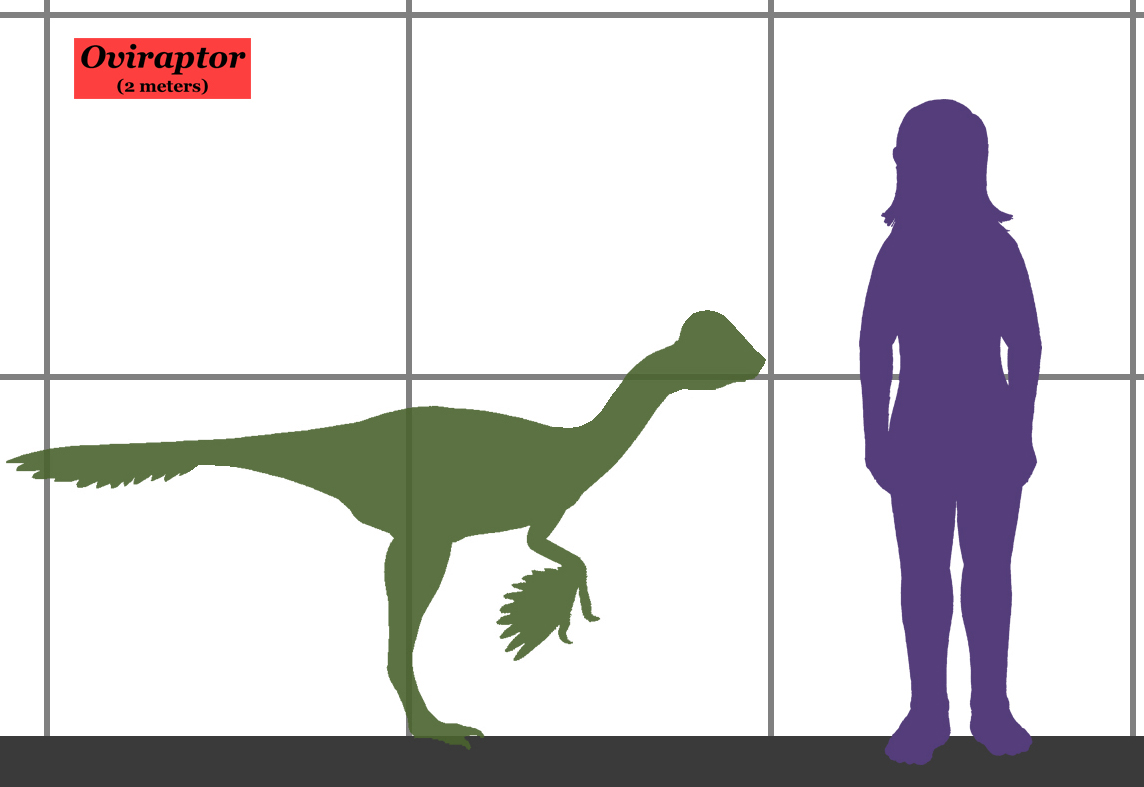
Porównanie rozmiaru Owiraptora i człowieka.

Owiraptor (Oviraptor philoceratops) to niewielki teropod, którego nazwa oznacza ,,złodziej jaj lubiący ceratopsy".
Jego nazwa pochodzi od tego, że pierwszą skamieniałość tego dinozaura – zmiażdżoną czaszkę, znaleziono obok rzekomych jaj protoceratopsa. Z tego powodu uznano, że owiraptor kradł jaja protoceratopsa i został zabity przez matkę broniącą gniazda. Dopiero późniejsze odkrycia szkieletów przedstawicieli rodziny Oviraptoridae wysiadujących gniazda i badania struktury rzekomych jaj protoceratopsa wykazały, że jaja odkrywane wraz ze skamieniałościami owiraptorów należały do nich, a nie do protoceratopsów. Owiraptor żył na terenach dzisiejszej Mongolii w późnej kredzie ok. 80-70 mln lat temu. Jego szczątki znalazł paleontolog Roy Chapman Andrews, a opisał Henry Fairfield Osborn w 1924.

## Materiał kopalny
Owiraptor jest znany z niekompletnego szkieletu (AMNH 6517) i 15 jaj (AMNH 6508) początkowo uznanych za należące do protoceratopsa. Początkowo za skamieniałość przedstawiciela gatunku O. philoceratops uznano niemal kompletny szkielet oznaczony IGM 100/42 z charakterystycznym kostnym grzebieniem na czaszce; późniejsze badania wykazały jednak, że IGM 100/42 budową ciała bardziej przypominał Citipati osmolskae niż O. philoceratops i może reprezentować nowy gatunek z rodzaju Citipati.

## Budowa
Owiraptor posiadał mocny dziób z jednym zębem umieszczonym w szczęce górnej. Ramiona stosunkowo długie, zakończone ostrymi pazurami. Najprawdopodobniej ciało pokryte piórami. Prawdopodobnie miał kostny grzebień na czaszce; jednak czaszka okazu holotypowego O. philoceratops nie jest zachowana w dostatecznie dobrym stanie, by można było określić wielkość i kształt grzebienia. Owiraptor posiadał długie kończyny tylne i najprawdopodobniej potrafił szybko biegać.

## Relacje z ptakami
Owiraptorozaury, w tym owiraptor, należą do dinozaurów najbliżej spokrewnionych z ptakami. Przypominają je zarówno wieloma cechami budowy jak i faktem wysiadywania jaj. U owiraptorozaura należącego do rodzaju Nomingia stwierdzono obecność pygostyla, a u kaudipteryksa upierzenie. Osmólska i inni (2004) uznali owiraptorozaury za wtórnie nielotne ptaki.
Jednak analiza kladystyczna Turnera z 2007 uważa je tradycyjnie za nieptasie dinozaury.

## Klasyfikacja
Owiraptor został początkowo uznano za przedstawiciela ornitomimozaura z powodu bezzębnego dzioba. W 1976 Barsbold zdefiniował dla niego nową rodzinę Oviraptoridae i podrodzinę Oviraptoridea. Pierwsze skamieniałości owiraptora były fragmentaryczne i uszkodzone, dlatego później przypisano temu rodzajowi nowe skamieliny. W 1976 Barsbold przypisał do tego rodzaju sześć nowych okazów (wliczając w to IGM 100 / 20 i 100 / 21), ale później okazało się, że należą one do innego owiraptorozaura o nazwie Conchoraptor. W 1986 Barsbold na podstawie niekompletnego szkieletu opisał nowy gatunek owiraptora – O. mongoliensis – ale później okazało się, że naprawdę należy on do rodzaju Rinchenia. W 1999 znaleziono owiraptorozaura wysiadującego jaja. Początkowo skamieniałość ta została uznana za należącą do rodzaju Oviraptor, ale później przypisano ją do Citipati sp – nienazwanego gatunku Citipati.

## Paleobiologia
Dieta owiraptora jest sprawą kontrowersyjną. Rozważa się polowanie na małe kręgowce, roślinożerność, odżywianie się mięczakami lub jajami (dzisiaj teoria o jajożerność owiraptora nie jest zbyt popularna) lub wszystkożerność. Za polowaniem na drobne kręgowce przemawia fakt znalezienie obok gniazda owiraptora Citipati czaszek małych troodonów i szkieletu jaszczurki. Tymczasem dowodem na roślinożerność jest znalezienie gastrolitów obok szkieletu innego owiraptorozaura – kaudipteryksa.